# 渡邉聖子
渡邉 聖子（わたなべ せいこ、1999年7月29日 - ）は、福島県出身の、日本の女子柔道選手。階級は63kg級。身長168cm。組み手は左組み。血液型はO型。得意技は内股。

## 経歴
柔道は3歳の時に姉たちに続いて始めた。浜岳中学3年の時に全国中学校柔道大会の57kg級で3位となった。横須賀学院高校に進むと、1年の時に全国高校選手権の63㎏級で5位になった。2年と3年の時にはインターハイで5位だった。2018年に帝京大学へ進学すると、2年の時に学生体重別で2位になった。体重別団体では3位だった。3年の時には講道館杯の決勝でパーク24の堀川恵に敗れて2位だった。4年の時には体重別団体で2位だったが、学生体重別で優勝した。2022年には警視庁の所属となると、講道館杯では決勝でコマツの髙市未来に敗れて2位だった。グランドスラム・東京では準決勝で世界チャンピオンとなった堀川に反則勝ちするも、決勝で高市に反則負けして2位だった。2023年2月のグランドスラム・テルアビブでは2回戦で地元イスラエルのギリ・シャリルに反則負けを喫した。5月のグランプリ・リンツでは準々決勝で世界選手権2位のアンドレヤ・レシキを破るなどオール一本勝ちして決勝まで進むが、綜合警備保障の立川桃に反則負けして2位だった。11月の講道館杯では3位だった。2024年5月のグランドスラム・ドゥシャンベでは初戦でアルジェリアのアミナ・ベルカディに反則負けを喫した。2025年4月の体重別では3位だった。5月のグランドスラム・ドゥシャンベでは準決勝でフランスのメルキア・オシュコルヌに技ありで敗れて3位だった。
IJF世界ランキングは700ポイント獲得で54位(25/5/12現在)。

## 戦績
- 2014年 -　全国中学校柔道大会　3位(57㎏級)
- 2016年 -　全国高校選手権　5位
- 2016年 -　インターハイ　5位
- 2017年 -　インターハイ　5位
- 2017年 -　交流大会　優勝
- 2019年 -　学生体重別 2位
- 2019年 -　体重別団体　3位
- 2020年 -　講道館杯　2位
- 2021年 -　体重別団体　2位
- 2021年 -　学生体重別 優勝
- 2022年 -　講道館杯　2位
- 2022年 -　グランドスラム・東京 2位
- 2023年 -　グランプリ・リンツ　2位
- 2023年 -　講道館杯　3位
- 2024年 -　講道館杯　5位
- 2025年 - 体重別　3位
- 2025年 -　グランドスラム・ドゥシャンベ　3位

(出典、JudoInside.com)